# Донское (Северо-Казахстанская область)
Донское (каз. Донское) — упразднённое село в Тимирязевском районе Северо-Казахстанской области Казахстана. На момент упразднения входило в состав Мичуринского сельсовет. Ликвидировано в 1978 году.

## География
Располагалось к западу от станции Белоградовка, у безымянного пруда, в 1,3 км (по прямой) к западу от районного центра  села Белоградовка.

## История
Указом ПВС Казахской ССР от 16.08.1971 года посёлку отделения № 2 совхоза «Мичуринский» присвоено наименование село Донское.
Решением Северо-Казахстанского облисполкома от 20.04.1978 года село исключено из учётных данных, как фактически не существующее.